# Falla göl
Falla göl är en sjö i Vimmerby kommun i Småland och ingår i Marströmmens huvudavrinningsområde.